# シュトゥットガルト大学

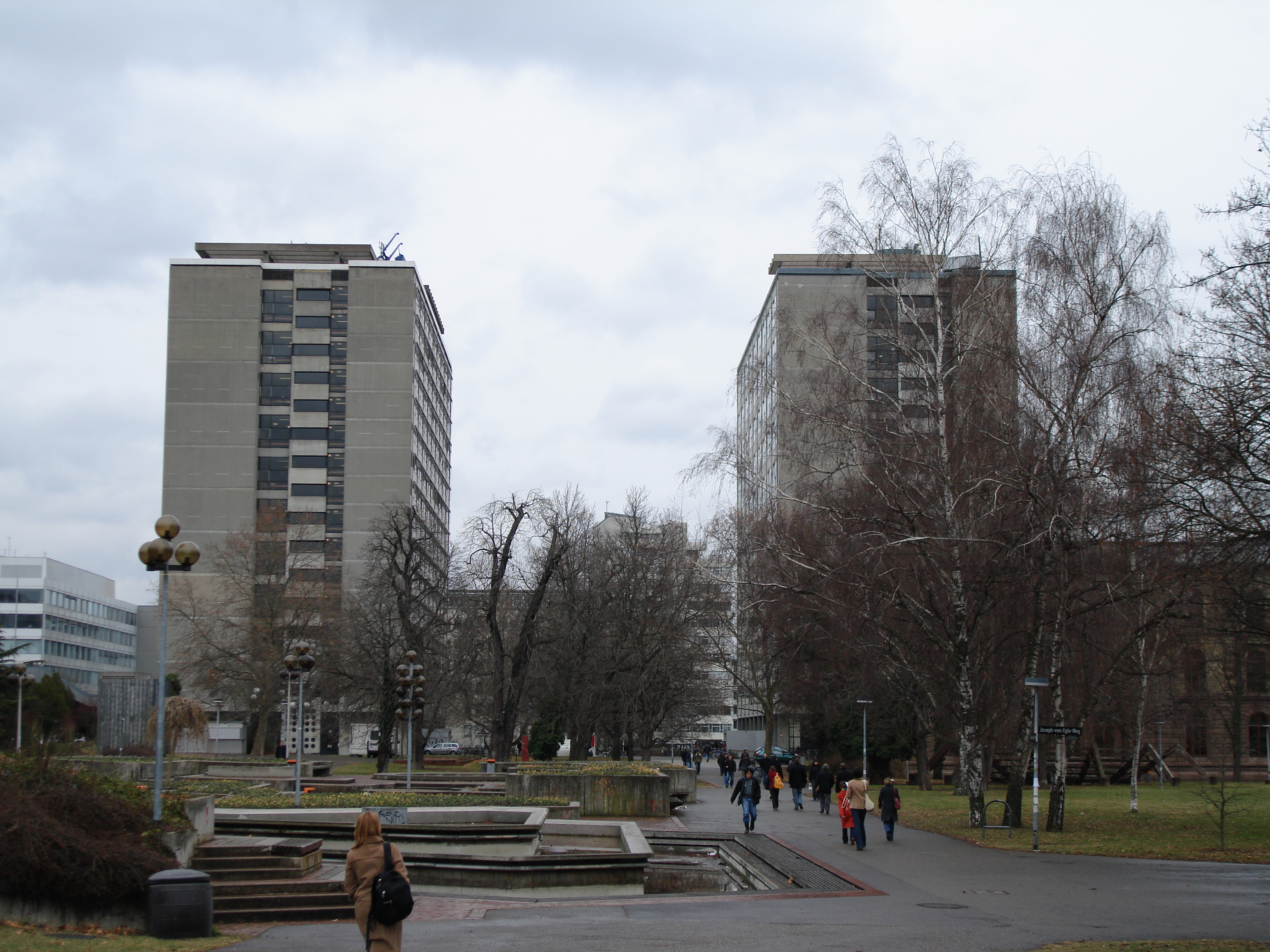
市中のキャンパス

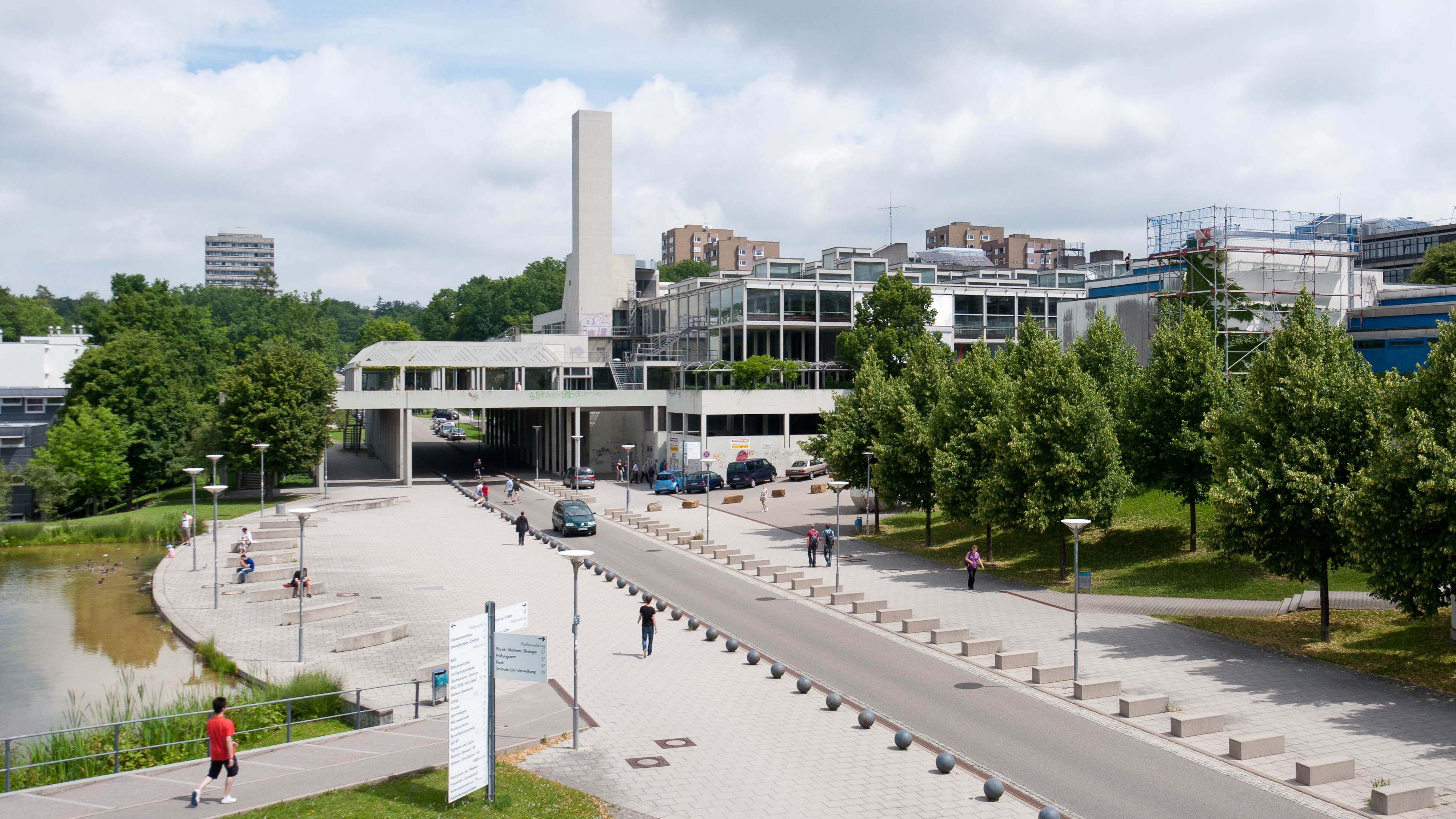
郊外のキャンパス

シュトゥットガルト大学（ドイツ語: Universität Stuttgart）は、ドイツのバーデン＝ヴュルテンベルク州の州都シュトゥットガルトにある公立大学で、ドイツ政府のエクセレンス・イニシアティブ（大学院/エクセレンス・クラスター部門）の指定校。ドイツの優れた9つの工科大学連合「TU9」の一つ。

## 概要
1829年にヴィルヘルム1世により、統合芸術・商科専門学校（Vereinigten Kunst-, Real- und Gewerbeschule）として創立された。1840年にシュトゥットガルト工科学校へ改組され、いくつかの変遷を経て、1890年にシュトゥットガルト工科大学（Technische Hochschule zu Stuttgart）となった。当時、電気工学部の創設に貢献したのが、「ドイツの電気工学の父（エジソン）」として知られるドイツを代表する企業シーメンスの創業者、ヴェルナー・フォン・ジーメンスであった。戦後も工科大学として存続していたが、1967年に現在のシュトゥットガルト大学に改称した。このような工科大学時代の背景もあって、ドイツ9大工科大学によるコンソーシアム「TU9」のメンバー校となっている。
人文科学科、経営学科などもあるが工科大学として有名で、電気工学・生産技術・機械工学・土木工学の分野が特に優れているといわれている。
シュトゥットガルトは、ドイツ第6の都市で、重要な経済都市・金融都市でもある。ドイツの自動車メーカー、メルセデス・ベンツとポルシェの創業地として知られる。

## 著名な卒業生
- ホルスト・ルートヴィヒ・シュテルマー：ノーベル物理学賞受賞者
- アレクサンダー・バウマン：ドイツの航空エンジニア、元三菱重工航空設計コンサルタント
- ゴットリープ・ダイムラー：ダイムラー・モトーレン・ゲゼルシャフト（現メルセデス・ベンツ・グループ）創設者
- ヴィルヘルム・ハスペル：ダイムラー・ベンツ第2代取締役会会長
- マルティン・ヴィンターコルン：フォルクスワーゲンAG CEO
- マイケル・マハト：ポルシェAG CEO
- マーティン・イェッター：ドイツ/日本IBM CEO

## 日本における協定校
- 電気通信大学
- 豊橋技術科学大学

部局間協定
- 福井大学 遠赤外領域開発研究センターとプラズマ研究所
- 高知工科大学 総合研究所と広域マイクロエレクトロニクス研究所